# Bruant à calotte blanche
  Emberiza leucocephalos
Espèce
Statut de conservation UICN

 LC  : Préoccupation mineure
Le Bruant à calotte blanche (Emberiza leucocephalos) est une espèce de passereaux appartenant à la famille des Emberizidae.

## Historique et dénomination
L'espèce Emberiza leucocephalos a été décrite par le naturaliste allemand Samuel Gottlieb Gmelin en 1771 .

## Description
Tout comme chez le Bruant jaune, le croupion est marron chez le mâle, la femelle et le jeune.
Le mâle en plumage présente le vertex, les joues (bordées de noir) et la bavette blancs, le front noir, les lores, les sourcils, les traits oculaires, le menton, la gorge et la partie inférieure des joues marron.

## Répartition et sous-espèces
Selon la classification de référence du Congrès ornithologique international (15.1, 2025) il se répartit en deux sous-espèces :
- E. l. leucocephalos Gmelin, 1771 — de l'ouest de l'Oural et les monts Tian à travers la Sibérie, le nord de la Mongolie et de la Manchourie, jusqu'aux Kouriles ;
- E. l. fronto Stresemann, 1930 — centre-nord de la Chine.

## Galerie

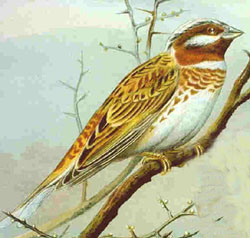
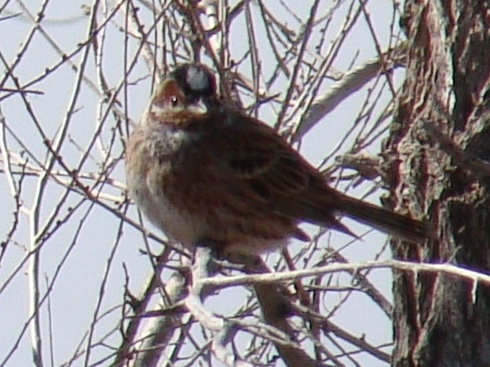
♂
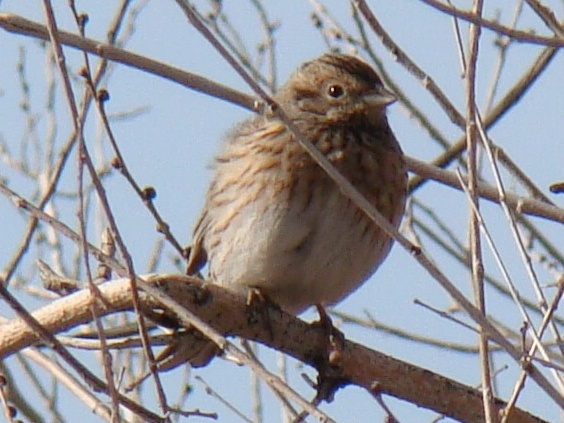
♀
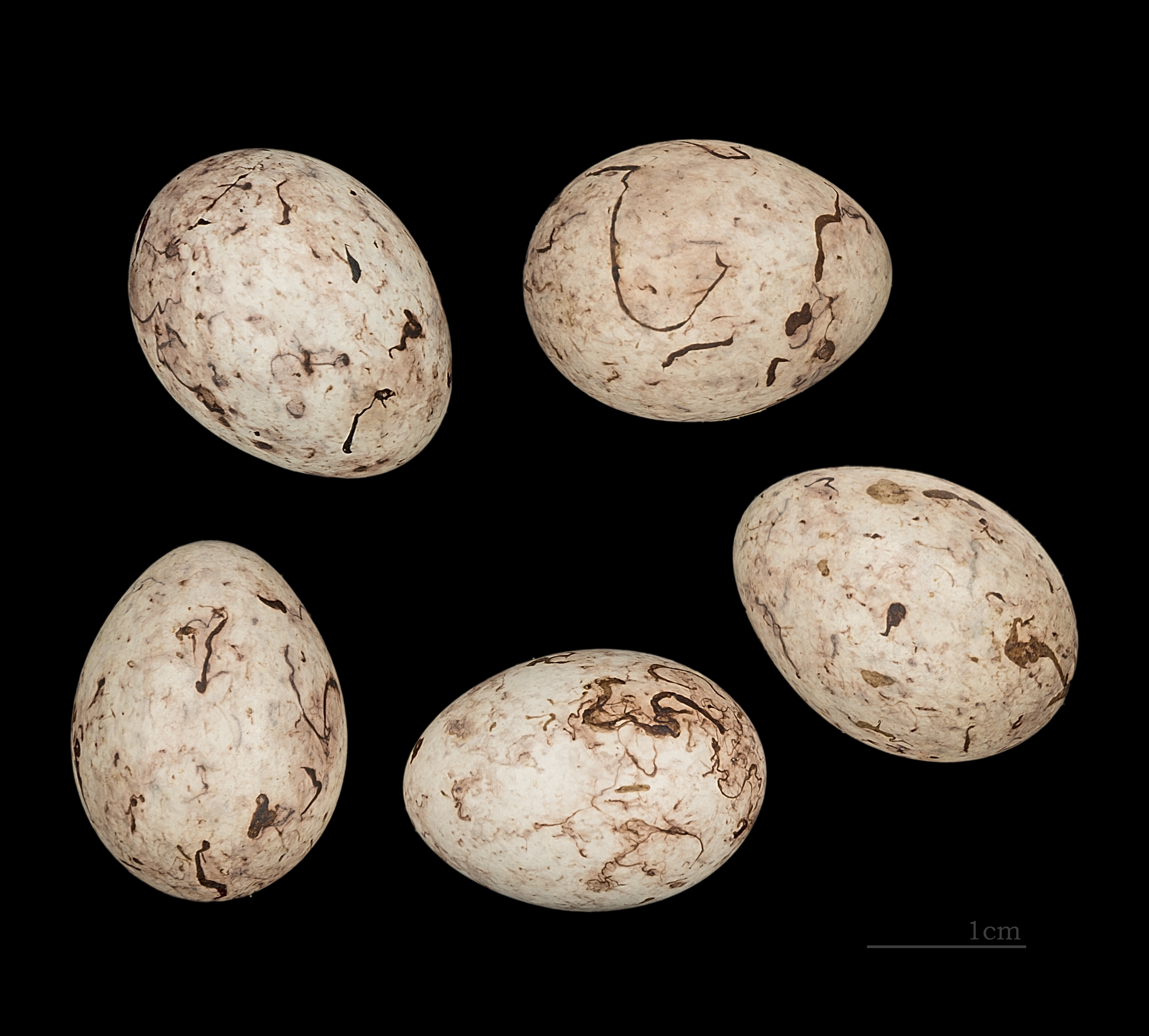
Œufs de Bruant à calotte blanche Muséum de Toulouse